# مغزرة آسية الورق
مغزرة آسية الورق (الاسم العلمي:Polygala myrtifolia) هي نوع من النباتات تتبع جنس المغزرة من الفصيلة المغزرية.